# Астраханцев, Александр Александрович
Александр Александрович Астраханцев (10 августа 1922, Дорогобуж — 8 мая 1986, Уфа) — художник-график. Член Союза художников СССР (1962). Заслуженный художник БАССР (1969).

## Биография
Александр Александрович Астраханцев родился в 1922 г. в городе Дорогобуже Смоленской области в небогатой семье. После окончания средней школы Александр пошёл работать. С началом войны добровольцем ушёл на фронт, где участвовал в боях.
В 1952 году окончил полиграфический институт в г. Москве по специальности оформление книги по классу профессора А. Д. Гончарова и П. Н. Захарова. После института уехал работать по распределению в Уфу.
Художник-график, иллюстратор, оформитель книг. Книга с его иллюстрациями «Индийские сказки» (1958 г., на башкирском языке) была признана лучшей в СССР по художественному оформлению.
Художественный редактор Башкирского книжного издательства. Кроме того работал как плакатист.
Член Союза художников СССР (1962).
Заслуженный художник БАССР (1969).
Жил и работал в г. Уфе. Скончался 8 мая 1986 года.

## Выставки
- Республиканские, г. Уфа, с 1953, на всех кроме молодёжных.
- Декадные выставки башкирского искусства в Москве и Ленинграде, 1955, 1969.
- Выставка книг и графики Главполиграфиздата Министерства культуры СССР. Москва, 1958.
- Выставка советской книги, Польша, 1959.
- Выставка советской книги, Венгрия, 1960.
- Зональные выставки «Урал социалистический»: Свердловск, 1964; Пермь, 1967; Челябинск, 1969.

## Основные работы
Астраханцев оформил около 600 книг.
Оформление книг: «Антология башкирской поэзии», 1954;  «Славься, Отчизна», 1954; «Города нашей республики. Салават», 1965.
Иллюстрации к книге «Индийские народные сказки», 1959. Иллюстрации сб. стихов «Польские поэты», 1953. Иллюстрации к кн. «Бирманские народные сказки», 1963. Иллюстрации к кн. «Мордовские народные сказки», 1964. Оформление и иллюстрации детской цветной книжки «Цветы», 1965. Иллюстрации к кн. «Башкирские народные сказки», 1967. Иллюстрации к кн. «После бури», 1969. Оформление и иллюстрации книги Г. Саляма «Почему кошка попала в беду», 1969. Оформление и иллюстрации книги Ахтяма «Высота», 1970. Иллюстрации к кн. А. Кузнецова «Отчего хлеб сладок», 1974. Оформление и иллюстрации детской книжки «Узоры года», 1975. Оформление и иллюстрации книги М. Дильмухаметова «Хочу знать», 1976. Все книги изданы Башкирским книжным издательством, Уфа.
Иллюстрации к книге Н. Крашенинникова «Амеля», 1978. Иллюстрации к кн. В. Кашица «Буревестник Урала», 1978. Плакаты: «Все на выборы!», бум. гуашь. «30 лет Победы над фашистской Германией», бум. гуашь, 1975. «Решения XXV съезда КПСС —в жизнь», бум. гуашь, 1976.

## Награды
Медаль «За боевые заслуги», 1943. Медаль «За победу над Германией в Великой Отечественной войне 1941—1945 гг.», 1946. Медаль «20лет Победы над фашистской Германией», 1965. Медаль «50 лет Советской Армии», 1968.